# آلن روپر
آلن روپر (انگلیسی: Alan Roper؛ زادهٔ ۲۱ مهٔ ۱۹۳۹) بازیکن فوتبال اهل بریتانیا است.
از باشگاه‌هایی که در آن بازی کرده‌است می‌توان به باشگاه فوتبال ولورهمپتون واندررز و باشگاه فوتبال والسال اشاره کرد.